# Чернігівська фабрика лозових виробів
Чернігівська фабрика лозових виробів — українське підприємство лісової промисловості, задіяне в галузі меблевого виробництва, розташоване в історичному районі Лісковиця міста Чернігова.

## Історія
У 1930-х роках було засновано артіль «Лозовик», яка  відновила свою роботу у повоєнні роки, керівником якої був Борис Маркович Гольденберг.  У 1969 році на її базі було створено «Чернігівську фабрику лозових меблів», і з того ж року — «Чернігівську головну дослідно-експериментальну фабрику лозових виробів», яка підпорядковувалася Міністерству спеціалізованої промисловості УРСР. 

Фабрика виготовляла гарнітури плетених меблів (столи, крісла, диванчики, дитячі стільці), кошики, декоративні вази, плакетки, хлібниці, підставки, кошики для квітів та інші вироби.  Вироби фабрики вирізняються оригінальністю та автентичністю  форми та декору. Серед знаних майстрів на фабриці працювали: В. О. Кирик, Є. І. Петренко, М. М. Струк, М. І. Хоменок, Л. І. Гончар та ін. Фабрика була базовим підприємством із підготовки майстрів лозоплетіння.